# Heros (chi cá)
Heros là một chi cá trong họ cá hoàng đế, thuộc bộ cá vược, chúng là chi cá bản địa của sông Amazon và sông Orinoco trong bồn địa Nam Mỹ. Đôi khi nhiều loài trong chi này là được nằm trong chi Cichlasoma. Nhiều loài cá trong chi này có giá trị cao và được ưa chuộng để nuôi làm cảnh, chẳng hạn như loài Heros efasciatus voi các biến thể lai của nó.
Tuy nhiên, tên thương mại thường của chúng được sử dụng là "Severum Cichlids". Cá thương phẩm này là những mẫu vật được lai tạo rất thường xuyên của các môn thể thao chơi cá màu như "Super Red Severums" hoặc "Gold Severums". Nguồn gốc của những điều này là không rõ ràng, nhưng dường như chúng được bắt nguồn từ biến thể dạng "Green Severum" và cơ bản được xác định rõ nhất với loài H. efasciatus.

## Các loài
Hiện hành có 04 loài được ghi nhận trong chi này
- Heros efasciatus Heckel, 1840
- Heros notatus (Jardine, 1843)
- Heros severus Heckel, 1840
- Heros spurius Heckel, 1840

Nhiều nhà chức trách cũng trích dẫn một loài được mô tả trước đây, Heros appendiculatus. Nó có một hình thức khá khác biệt với H. efasciatus nhưng được đồng nghĩa với H. efasciatus bởi Tiến sĩ Sven O. Kullander. Hai dạng màu khác, Heros sp. Rotkeil ("Vai đỏ") và Heros sp. "Rio Casiquiare" được các chuyên gia chơi cá cho rằng là đại diện cho các loài Heros không được mô tả.